# Прапор Батьківщини
«Прапор Батьківщини» (фр. Face au drapeau, дослівно «Обличчям до прапора») — науково-фантастичний роман Жуля Верна 1896 року. Книга входить до серії «Незвичайні подорожі».
Роман розповідає про інженера Симона Гарта, якого викрав піратський ватажок Кер Каррадже. Пірат бажає використати його для створення надпотужної зброї, яку розробляє амбітний, однак наївний винахідник Томас Рок.

## Сюжет
Томас Рок, талановитий французький винахідник, розробив «фульгуратор» — вибухівку величезної руйнації. Він намагається продати свій винахід спершу уряду Франції, а потім іншим країнам, але вимагає за це надто великі суми і скрізь отримує відмову. Уряд Сполучених Штатів ув'язнює його в розкішному пансіонаті в Нью-Берні, Північна Кароліна, щоб змусити погодитися на нижчу ціну. До лікарні під іменем «Гейдон» влаштовується французький інженер Симон Гарт, щоб слідкувати за Роком і повернути його на батьківщину.
Малійський пірат Кер Каррадже, представляючись світові як граф д'Артігас, організовує викрадення Рока та Гарта. Спершу він приходить до пансіонату в супроводі капітана Спейда, а потім викрадає обох. Американські військові обшукують шхуну д'Артігаса, але нічого не знаходять. Справа в тому, що викрадених помістили на підводний човен, який перебуває біля шхуни. Рока та Гарта доставляють на острів Бек-Кап (дослівно «Перевернена чашка» через свою форму) на Бермудських островах. Там, у жерлі згаслого вулкана, граф облаштував свою базу, потрапити куди можна тільки через підводну печеру. Каррадже чудово розуміє, що новітні технології — це ключ до влади. Він має гарну освіту й оточив себе науковцями, поміж яких грецький інженер Серке. Каррадже схиляє Рока на свій бік, давши йому частину награбованого золота. Переконаний, що отримав нарешті визнання, Рок береться за будівництво фульгуратора. Гарту не вдається відмовити його від роботи над зброєю.
Гарт таємно відправляє листа в діжці, в якому розповідає про плани Каррадже на світове панування. Повідомлення доходить до британської влади на сусідній військово-морській базі на Бермудських островах, і вони відправляють а пошуки Гарта підводний човен «Меч». Екіпаж підводного човна зв'язується з Гартом і забирає його й Рока на борт. Але «Меча» помічає підводний човен піратів і протаранює. Водолази Каррадже захоплюють Рока та Гарта, а решту екіпажу лишають напризволяще. Гарту проте вдається приховати, що це він привернув увагу британців.
До острова наближається ескадра. Рок на той час уже закінчив розробку зброї і Каррадже наказує її випробувати. Запущені з острова три дископодібні реактивні снаряда, навіть не поціливши точно в німецький крейсер, знищують його вибухом. З французького корабля долинає гімн Франції. Почувши його, та побачивши прапор батьківщини, Рок відмовляється стріляти далі. Він вступає в боротьбу з піратами, під час чого розчавлює капсулу з каталізатором вибухівки. Снаряди стають марними, не в змозі стартувати. Французький корабель починає обстрілювати острів. Рок підриває себе разом із піратами й островом. Вижив один Саймон Гарт, якого згодом знаходять непритомним на скелі французькі моряки.
Моряки читають щоденник Гарта, з якого довідуються, що сталося на острові. Отямившись, Гарт розповідає про деталі. Оскільки всі записи Рока знищені, фульгуратор більше не загрожує світові.

## Видання
Образ Томаса Рока натхненний французьким хіміком Еженом Тюрпеном, винахідником мелінітової вибухівки та гіроскопічних гармат, якого ув'язнили після публікації антиурядової брошури та звинуватили у продажу винаходу Німеччині. Після виходу роману Тюрпен подав до суду на Верна та його видавця П'єра-Жуля Етцеля за наклеп, але програв справу. Верна та Етцеля захищав адвокат Раймон Пуанкаре, майбутній президент Франції.
Жуль Верн завершив роман у 1894 році. Вперше він виходив серіями з 1 січня по 15 червня 1896 року в журналі, П'єра-Жуля Етцеля «Magasin d'éducation et de recréation». Пізніше того ж року вийшов у твердій палітурці з ілюстраціями та хромотипографіями Леона Бенетта, що ілюстрував і попередні книги Верна.

## Вплив
Фульгуратор іноді вважається передбаченням атомної бомби, але в романі Верна ніде не сказано про радіоактивну природу вибухівки. Таке уявлення виникло через екранізацію «20 тис. льє під водою» 1954 року. Також у 1895 ірландський письменник Роберт Кромі написав роман «Тріщина фатуму» (The Crack of Doom) про вченого, який здійснює вибух, порівнянний з атомним.
Кіноісторик Томас К. Ренці назвав Рока архетипом «божевільного вченого», чия геніальність становить загрозу світові. У такому разі значну частину трилерної прози XX ст. можна вважати прямими спадкоємцями «Прапора Батьківщини».
Чеський режисер Карел Земан використав роман як основу для свого фільму «Згубний винахід» (1958), хоча цей фільм має більш іронічний настрій.
У 2012 році французький коміксист Крістіан Гу адаптував роман у комікс «Фульгуратор Рока».

## Галерея

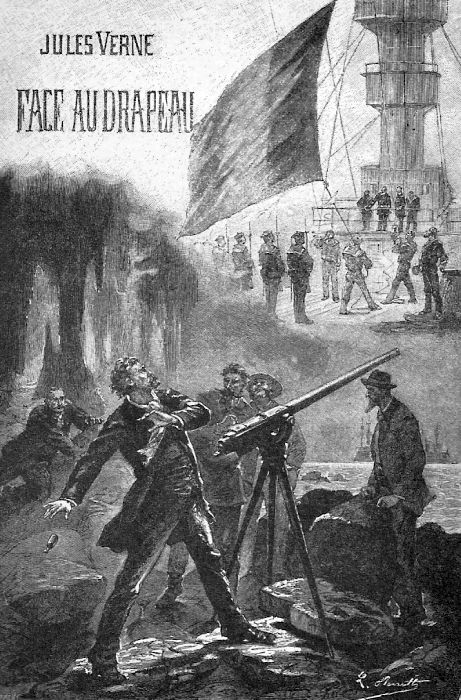
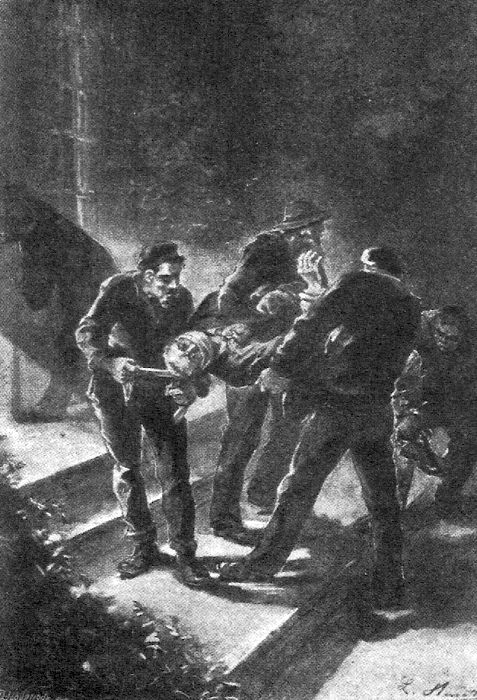
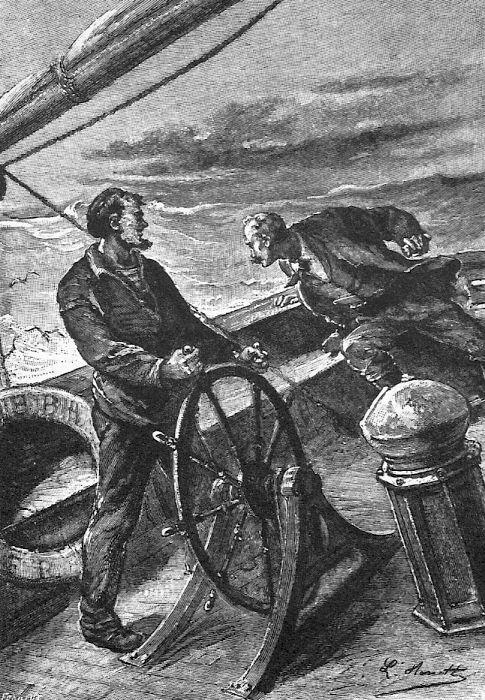
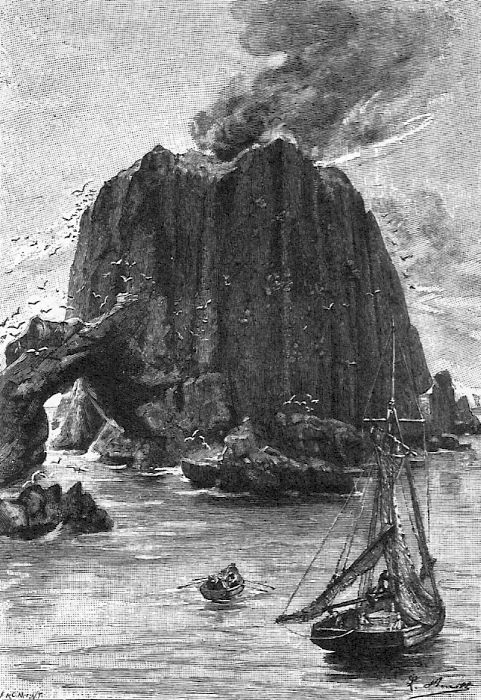
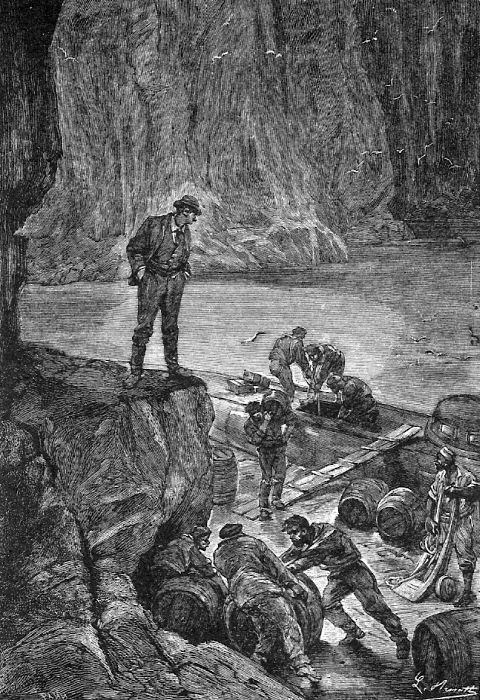
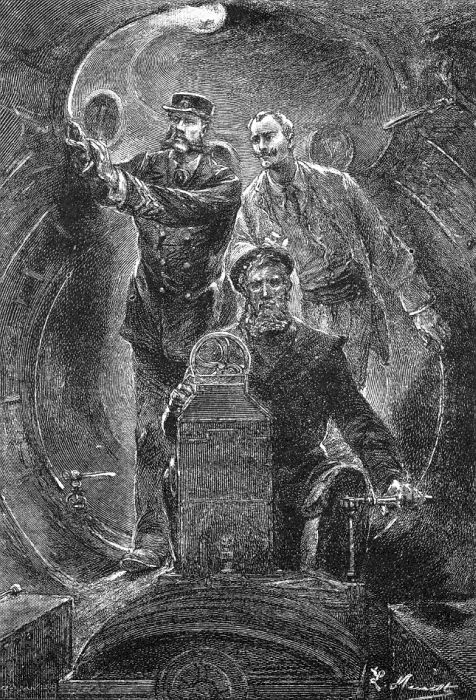
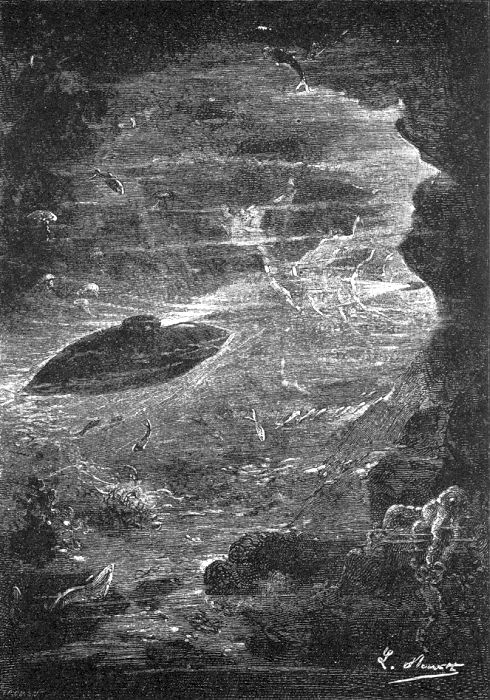
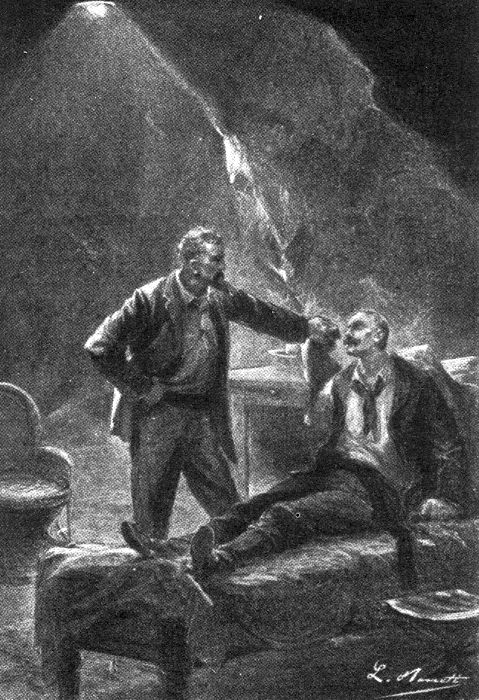
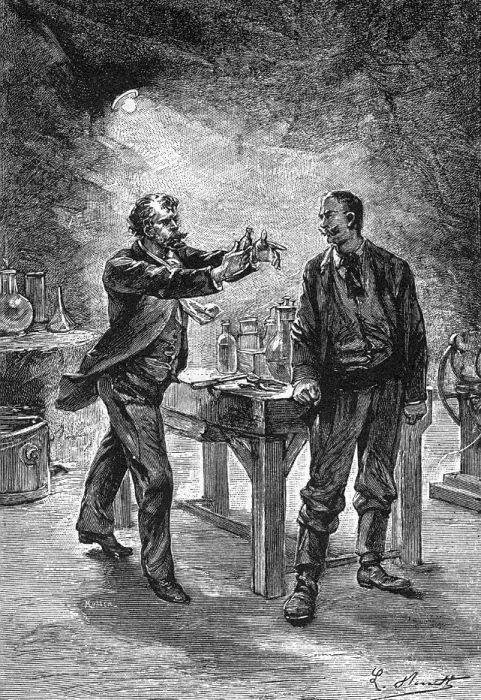
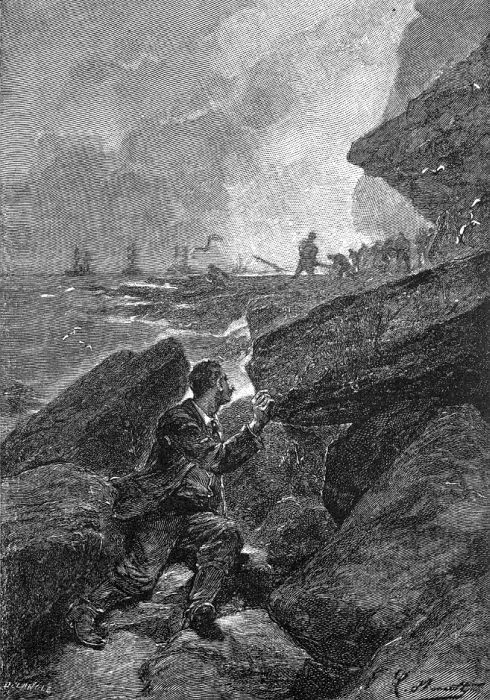
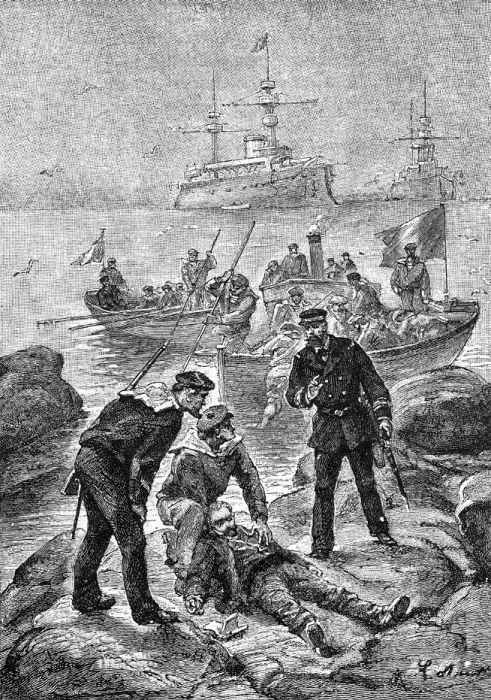

Класичні ілюстрації Леона Бенетта: